# Burg Oberacker
Die Burg Oberacker ist eine abgegangene Höhenburg auf dem Burgberg westlich des Stadtteils Oberacker der Stadt Kraichtal im Landkreis Karlsruhe in Baden-Württemberg.
Die von den Herren von Oberacker erbaute Burg wurde im 11. Jahrhundert erwähnt. Von der ehemaligen Burganlage ist nichts erhalten. Heute befindet sich auf der Erhebung der einstigen Burgstelle eine Sporthalle.